# Pisslebol
Pisslebol är en by i Okome socken,  Falkenbergs kommun. Idag (2012) är den sammanslagen med grannbyn Näraby.